# Brown (album)
Pour les articles homonymes, voir Brown.
Albums de POD
Snuff the Punk
(1994) Payable on Death Live
(1997)
Brown est le second album de POD, sorti en 1996, sous le label Rescue Records. À peine dans les bacs, les stocks sont rapidement épuisés. La version originale, considérée comme un collector par les fans, possède une pochette différente de la seconde version. Il a été remasterisé, remixé et re-sorti en 2000 par Diamante. 
De nombreux fans préfèrent le son plus "gras" (chunkier en anglais) de la version d'origine.

## Liste des pistes
1. Intro (0:47)
2. Know Me (4:31)
3. Selah (4:16)
4. Visions (3:26)
5. Brown (3:50)
6. One day (4:01)
7. Punks Rock (1:44)
8. Breathe Babylon (5:02) (featuring Dirt)
9. Funk Jam (3:14)
10. Preach (2:33)
11. Reggae Jam (0:54)
12. Full Color (6:18)
13. Seeking the Wise (4:34) (featuring Dirt)
14. Live and Die (3:25)
15. Outro (0:43)